# Parrain par intérim
Parrain par intérim (France) ou Pizza Nostra (Québec) est le 1er épisode de la saison 18 de la série télévisée d'animation Les Simpson.

## Synopsis
Bart refuse que Lisa s'asseye à côté de lui dans le bus et celle-ci va se plaindre à Otto. Ce dernier casse accidentellement son baladeur et, après avoir écouté plusieurs chansons puériles chantées par les enfants, décide de mettre la radio mais ne trouve aucun programme à son goût. Après quoi, il croise Metallica et propose de les emmener, mais Bart vole le bus. Fou de rage, Otto rattrape Bart devant l'école et lui colle plusieurs fessées.
Le principal Skinner, qui a tout vu, renvoie Otto. Dès lors, Marge fait du covoiturage et emmène quelques-uns des camarades de Bart et Lisa : Sherri, Terri, Nelson, Milhouse et Michael, garçon très timide qui est le fils de Gros Tony et que personne, à part Lisa, ne veut connaître. Plus tard, Gros Tony invite les Simpson à un dîner mais il se fait blesser par balles. Comme Michael préfère devenir cuisinier plutôt que de lui succéder, Bart – aidé d'Homer – se lance dans le banditisme italien.